# موندونیه‌دو
موندونیه‌دو (به اسپانیایی: Mondoñedo) یک دهستان در اسپانیا است که در استان لوگو واقع شده‌است. موندونیه‌دو ۱۴۲٫۶۶ کیلومتر مربع مساحت و ۴٬۵۰۸ نفر جمعیت دارد و ۱۴۱ متر بالاتر از سطح دریا واقع شده‌است.

## خواهرخوانده
شهرهای فرول و ترگویئر خواهرخوانده‌های موندونیه‌دو هستند.